# プリカース

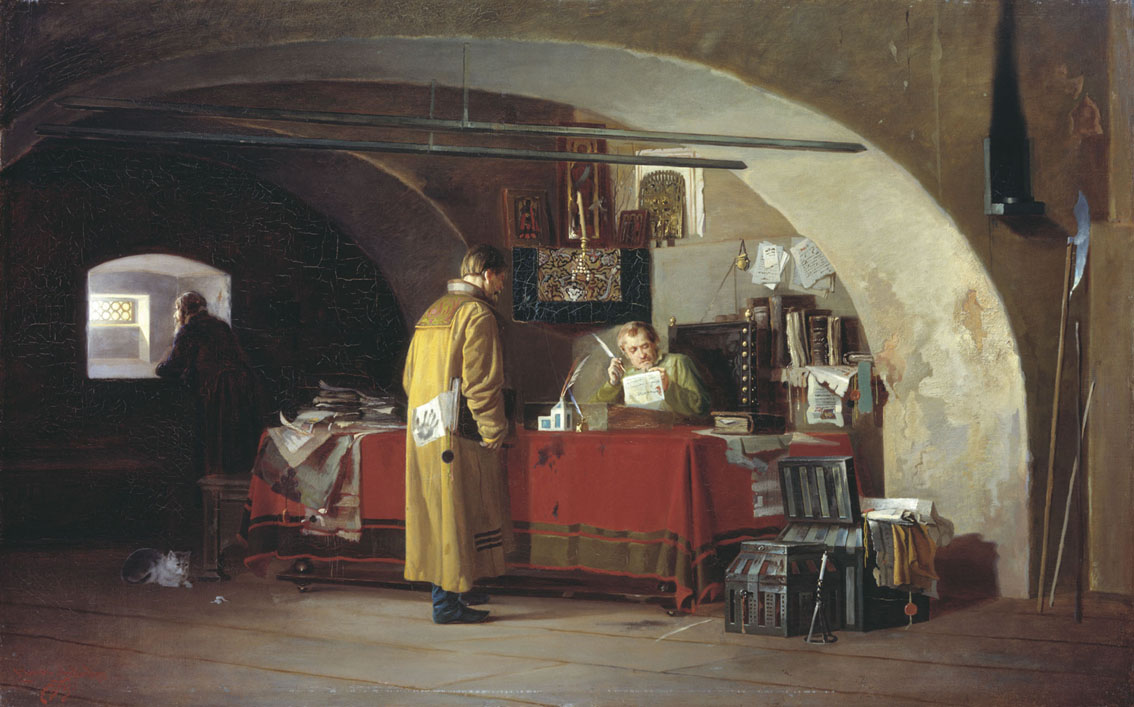
モスクワでのプリカース。アレクサンドル・ステパノヴィチ・ヤノフによる絵画。

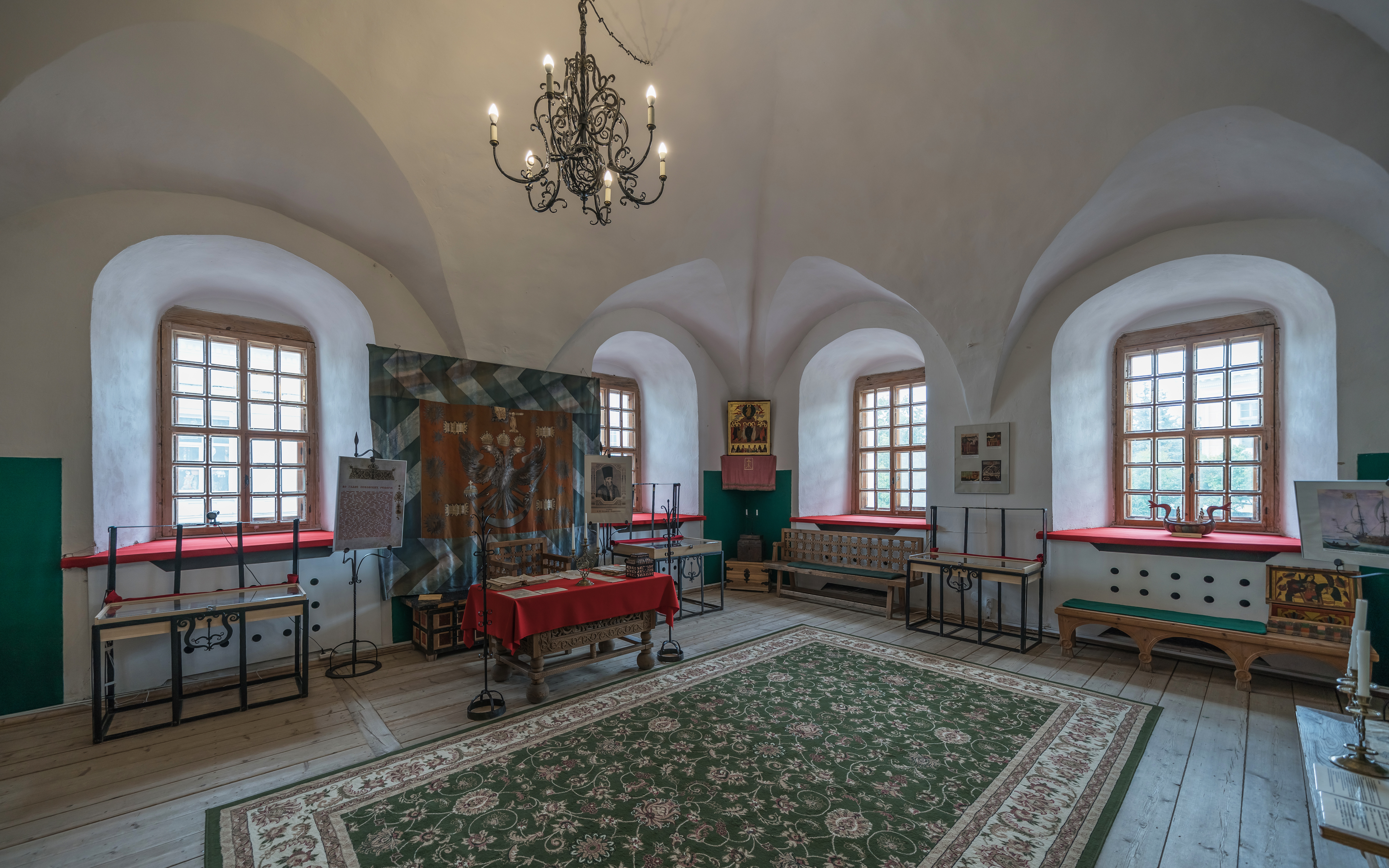
プスコフの旧プリカース宮殿

プリカース（ロシア語: прика́з、prikaz; IPA: [prʲɪˈkas] ( 音声ファイル)、複数形：プリカーズィ（prikazy））は、モスクワ大公国およびロシア・ツァーリ国で15世紀から18世紀にかけて設置された官僚機構で、宮廷に代わって行政、司法、国防などを司った。現代でいう「省」や「部」に相当する。なお、現代ロシア語ではプリカースという語は「命令（order）」を意味する。
プリカースのほとんどはドゥーマに従属したが、ツァーリに直属する秘書のプリカース（taynyi prikaz）に従属するものもあった。モスクワ総主教にも自身のプリカースが与えられた。
プリカースは最大で60ほど設けられており、その構成は時代によって変化していた。

## 起源
もともとプリカースは君主から特定の人物に対してある職務を命じる私的な命令（ロシア語: приказ、prikaz）によって設けられていた。場合によっては、その人物の名前が付けられることもあった（例：4等書記バルトロメイのプリカース（Приказ (четь) дьяка Варфоломея））。
「プリカース」という語が常設される官庁の名前として使われるようになったのは、1512年のヴァシーリー3世の書簡が最初である。

## 分類
プリカースの分類は非常に困難で、歴史家はそれぞれ独自に分類システムの構築を試みている。例として、地域や所管業務などによる分類や、従属関係によるランク分けなどがある。

## 廃止
ピョートル大帝によって廃止され、1717年に参議会として整理された。
しかし、プリカースを廃止して官僚制を整備するにはかなりの長期間を要した。たとえば、シベリアのプリカースは1730年に復活されて1755年まで存続した他、ピョートル大帝自身でさえプリカースをいくつか新設している。プリカースは1775年にエカチェリーナ2世により完全に排除された。